# Jens Als-Nielsen
Jens Als-Nielsen, född 21 januari 1937, är en dansk fysiker.
Als var ledare för fysikavdelningen på Forsøgsanlæg Risø. Han är ledande i flera internationella organisationer inom fasta tillståndets fysik.